# وارقة ذنبية
وارقة ذنبية (الاسم العلمي:Phyllium caudatum) هي نوع من الحشرات تتبع جنس الوارقة من فصيلة الوارقات.